# Ono-i-Lau Island
Ono-i-Lau Island är en ö i Fiji.   Den ligger i divisionen Östra divisionen, i den västra delen av landet, 400 km väster om huvudstaden Suva. Arean är 7,7 kvadratkilometer.
Terrängen på Ono-i-Lau Island är platt. Öns högsta punkt är 85 meter över havet. Den sträcker sig 4,2 kilometer i nord-sydlig riktning, och 3,6 kilometer i öst-västlig riktning.